# Terratrèmol de Tangshan de 1976
El terratrèmol de Tangshan, també conegut com el Gran terratrèmol de Tangshan, va ser un desastre natural que va ocórrer el 28 de juliol de 1976. Es creu que va ser el pitjor terratrèmol del segle xx segons el nombre de morts. L'epicentre del terratrèmol era prop de Tangshan, a Hebei, República Popular de la Xina, una ciutat industrial amb aproximadament un milió d'habitants. Segons va dir inicialment el govern xinès, el nombre de morts fou 655000, però des de llavors s'ha dit que realment era d'entre 240.000 i 250.000. Un altre informe indica que el nombre de morts era molt més alt, al voltant de 650.000, i explica que els nombres baixos es limiten a Tangshan i no inclouen les morts causades en les àrees dels voltants, densament poblades.
Unes altres 164.000 persones van quedar greument ferides. El terratrèmol va ocórrer entre una sèrie d'esdeveniments polítics relacionats amb el Partit Comunista Xinès, que van acabar amb l'expulsió de la Banda dels Quatre que governava per part del successor escollit de Mao, Hua Guofeng. En el pensament tradicional xinès, els desastres naturals es veuen com a precursor d'un canvi dinàstic.
El terratrèmol va ocórrer al matí i va durar entre 14 i 16 segons. Les fonts oficials del govern xinès indiquen que hi va haver una magnitud de 7,8 en l'escala de Richter, malgrat que altres fonts el van llistar com a grau 8,2. El terratrèmol va anar seguit d'una rèplica de magnitud 7,1 unes 16 hores més tard, fent augmentar el nombre de morts per sobre dels 255.000. El terratrèmol va estar generat per la falla de Tangshan, de 25 milles, que passa prop de la ciutat i es va esquerdar per culpa de forces tectòniques causades pel lliscament de la Placa de l'Amur amb la Placa eurasiàtica.

## Els terratrèmols
El terratrèmol de Tangshan va estar compost per dues sacsejades principals. La primera es va produir a les 3:42:56 del matí (hora local), aproximadament a 12 km per sota de la part sud de Tangshan. La magnitud es va estimar inicialment en uns 8.1, posteriorment recalculada a 7,6 a l'escala estàndard Escala de mag. de momento. No obstant això, aquesta escala només mesura l'energia total alliberada per un terratrèmol, i els terratrèmols varien en la quantitat d'aquesta energia que es converteix en sacsejades sísmiques. El terratrèmol de Tangshan, en ser relativament poc profund, va convertir gran part de la seva energia en sacsejades a la superfície, ia l'escala Mag. de onda superficial (magnitud a la superfície) (magnitud superficial) també va mesurar 7,6. (7,8 en l' escala xinesa de magnitud a la superfície.) Això "va passar en una falla de lliscament lateral dreta gairebé vertical, amb rumb N40°E", el bloc del costat sud-est lliscant uns tres metres cap al sud-oest. Això va ser el resultat de la compressió tectònica en un eix gairebé oest-est. La ruptura de la superfície es va produir en cinc segments en esglaó que s'estenien vuit quilòmetres a través del centre de Tangshan.
La segona sacsejada principal, amb una magnitud de 7,0 M, o 7,4 M, es va produir aquesta tarda a les 18:45 a prop del Luanhsien (Luanxian), a uns 70 km a l'est-nord-oest ("B" al mapa d'intensitat de la següent secció), just al sud de l'extrem nord-est de la falla de Tangshan. Això va passar en una zona de falles conjugades amb adreça nord-nord-oest que tallen l'extrem nord de la falla de Tangshan. El moviment lateral a l'esquerra aquí, juntament amb el moviment lateral a la dreta a la falla de Tangshan, suggereix que a mesura que els blocs de l'escorça a l'oest ia l'est es comprimeixen junts, el bloc entre aquests dos terratrèmols està espremut cap al sud.
Va seguir una llarga seqüència de rèpliques, amb dotze de magnitud 6 o superior. La primera es va produir tot just tres hores i mitja després de la sacsejada inicial, a les 7:17, a l'extrem sud de la falla de Tangshan, a prop del Ninghe. ("C" al mapa de la secció següent), amb una magnitud de 6,2 M. Una altra rèplica important ( M  ) es va produir al novembre prop de Ninghe. La majoria de les rèpliques es van produir entre aquests punts finals, en una zona de 140 km de llarg i uns 50 km d'amplada. Molts edificis van patir més danys per les rèpliques.

## Danys
Els danys causats per un terratrèmol depenen principalment de dos factors. En primer lloc, la intensitat de la sacsejada, que depèn principalment de la magnitud de la ruptura del terratrèmol, de la distància a l'epicentre i de la naturalesa del sòl i la topografia locals, sent més probable que els sòls tous (per exemple, els sediments i el farciment) amplifiquin la intensitat i la durada de la sacsejada. En segon lloc, el disseny i la construcció de les estructures que se sacsegen, sent especialment vulnerables les cases construïdes de tova o pedra, les cases de fusta sense un marc ben construït i les construccions de maçoneria sense reforçar. El risc sísmic s'havia subestimat en gran manera i gairebé tots els edificis i les estructures es van dissenyar i construir sense consideracions sísmiques. Com a resultat, Tangshan era "principalment una ciutat d'edificis de maó no reforçats", assentada just damunt d'una important línia de falla.
La potència (magnitud) del terratrèmol de Tangshan ve indicada per l'extensió dels llocs on es va sentir: fins a 1100 km, a la major part del nord-est de la Xina, i fins i tot a Mongòlia i Corea. A Pequín i els seus voltants, 140 km des de l'epicentre, les sacsejades van assolir una intensitat de VI a l'escala d'intensitat xinesa (similar a l'Escala d'Intensitat Modificada de Mercalli ), amb gairebé el 10% dels edificis danyats, i almenys 50 víctimes mortals. Les pèrdues econòmiques van ascendir a 10.000 milions de iuans.

### Zona d'intensitat XI i X

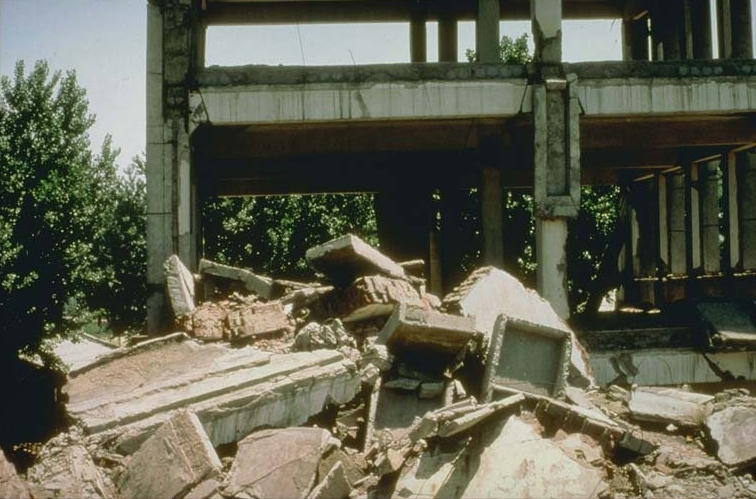
Lloc del terratrèmol de Tangshan

La ruptura es va produir sota la part sud de la ciutat, i es va propagar cap al nord-est per una falla que travessa el centre de la ciutat. La intensitat màxima va ser "XI" (onze) a l'escala xinesa de 12 graus. Gairebé tots els edificis i estructures de la ciutat es van esfondrar, totalment o parcialment, les infraestructures van resultar greument danyades i els serveis essencials, com l'energia elèctrica, el subministrament d'aigua i les comunicacions, van quedar totalment inutilitzats. Aquesta zona de màxims danys tenia una longitud aproximada de 10,5 km i una amplada entre 3,5 i 5,5 km, centrada aproximadament a la via fèrria.
La zona de la sacsejada d'intensitat X -en què només els edificis nous de maó d'una sola planta van patir mers "danys o danys lleus", la resta va patir danys greus o pitjors- en tenia 36 km de llarg i 15 km d'amplada. En aquesta zona d'"alta intensitat" (intensitat X i XI, dins el contorn vermell del mapa) 20 ponts de carretera i cinc ponts de ferrocarril creuen el riu Douhe a Tangshan; només sis van sobreviure amb danys menors.

### Zona d'intensitat IX i VIII
Tremolors d'intensitat IX (o major) van ocórrer en una zona d'aproximadament 78 km de llarg i 42 km (uns 1800 km2, contorn taronja interior al mapa), i també al voltant de les rèpliques a Luanxian i Ninghe. En aquesta zona van sobreviure la majoria dels edificis classificats com a Classe III (edificis ben construïts de fusta, maçoneria o formigó armat), però molts edificis de Classe II (típicament edificis antics amb carcassa de fusta que manquen d'una carcassa ben construïda i bastant comuns fora de les ciutats) van ser destruïts.
Més lluny (fins al contorn taronja exterior), i al voltant de la ciutat de Tianjin i algunes zones aïllades, els tremolors d'intensitat VIII van afectar principalment edificis de Classe I (més de la meitat destruïts), ponts i altes xemeneies de maó. La via del ferrocarril també estava subjecta a flexions o desplaçaments, depenent de les condicions del terra.

### Zona d'intensitat VII
La zona d'intensitat VII de les sacsejades -dins el contorn marró fosc- marca l'extensió dels danys moderats, on moltes estructures de classe I (de disseny o construcció feble) van resultar danyades però només "poques" -entre el 10% i el 30%- van ser destruïdes, i només uns "pocs" edificis de classe. Aquesta zona el·lipsoïdal se n'estenia uns 75 km al nord i al sud de Tangshan i 120 km a l'est ia l'oest, des d'uns 25 km menys de Pequín fins a menys de la ciutat de Qinhuangdao (que va tenir sacsejades anòmales), i des del Mar de Bohai al sud i sud-oest fins just al nord de Zunhua. L'escurçament nord-sud d'aquesta zona s'atribueix a l'apuntalament pel jaç de roca de les muntanyes Yanshin.
Més enllà de la zona VI es van produir danys importants, però (igual que a Pequín) van afectar menys del 10% dels edificis o es van produir en petites zones localitzades.

### Mines de carbó
La mineria del carbó és la principal indústria de Tangshan, i quan es va produir el terratrèmol hi havia uns 10.000 miners sota terra. La major part dels camins de la mina (túnels) no van patir danys greus, però amb la pèrdua d'energia elèctrica no hi havia il·luminació (a part dels fars), ni ventilació, ni ascensors de treball. S'informa que la majoria dels miners van escapar en qüestió d'hores, però que alguns no van arribar a la superfície fins a dues setmanes després.
La majoria dels danys als pous verticals es van produir als primers 50 metres, on travessen l'allau aqüífer. En molts casos, el revestiment de formigó construït per impedir el pas de l'aigua es va esquerdar (sobretot en els casos en què no es va construir correctament), permetent una entrada d'aigua molt més gran. Juntament amb els danys al sistema de drenatge subterrani i la manca d'energia per accionar les bombes, moltes de les mines es van inundar.
En tres dies es va restablir part de l'energia elèctrica de les mines i en deu dies es va reprendre part de la producció de carbó. Tot i això, el desguàs, la revisió dels equips elèctrics inundats i la reconstrucció dels edificis i estructures de superfície van continuar durant un any i mig; el nivell de producció anterior al terratrèmol no es va assolir fins a finals de 1977.

### Ferrocarrils
El ferrocarril Beijing-Shanhaiguan (construït el 1887) és una línia troncal de doble via de classe I que va des de Pequín cap al sud-est fins a Tianjin i Tanggu, per després girar cap al nord-est i travessar el riu Yongdingxin i el seu estuari per dirigir-se al Ninghe i després a Tangshan. Des de Tangshan continua cap al nord-est i després cap a l'est fins a Chengli, i després fins a Qinhuangdao i Shanhaiguan. És la principal connexió de Pequín, Tianjin i Tangshan amb els ports marítims i amb el nord-est de Xina. El ferrocarril del Tongxian a Tuozitou (dins l'actual comtat de Luan) (construït el 1976) és una línia troncal de classe I de via única que discorre cap a l'est des de la perifèria oriental de Pequín fins a la seva confluència amb la línia de Pequín a Shanhaiguan al nord-est de Tangshan (cerca). Tot això es va construir "sense tenir en compte el disseny antisísmic", encara que es van aplicar algunes "mesures de resistència als terratrèmols" per a ponts grans i mitjans després del terratrèmol de Haicheng de 1975.
Aquestes artèries vitals (i altres ferrocarrils i ramals) van patir greus danys a causa dels terratrèmols, principalment a les zones d'intensitat IX o superior de les sacsejades. (Això inclou una àmplia zona al voltant del terratrèmol de Tangshan, i les àrees al voltant de Ninghe i Luanhsien després de les rèpliques de M 6,9 i M 7,4). En el moment del sisme principal hi havia 28 trens de mercaderies i set de passatgers viatjant per la línia Pequín-Shanhaiguan a la zona afectada; set trens de mercaderies i dos de passatgers van descarrilar a causa del descarrilament dels rails, sobretot al sud de Tangshan, on la línia es va construir sobre al·luvió solt, diluvi i trams ocasionals de sorra solta. En molts d'aquests casos -i també en casos similars al nord-est de Tangshan, ia la línia Tongxian-Tuozitou a l'est del Fengrun- el terraplè del ferrocarril es va desplomar a causa de la debilitat del sòl. En altres casos, el terraplè va aguantar, però la compressió transversal dels rails va fer que es dobleguessin.
Les operacions ferroviàries es van veure encara més perjudicades per la pèrdua de les comunicacions (inclosa la senyalització) i el subministrament d'aigua (per a les locomotores de vapor), en tots dos casos a causa principalment de l'esfondrament d'edificis i de la pèrdua d'energia elèctrica. Tot i això, els danys més greus, que van requerir més mà d'obra i més temps de reparació, van ser els que van afectar els ponts. El més difícil va ser quan el terra tou o liquat va permetre que la riba llisqués cap al riu, desplaçant els estreps. Un problema més freqüent era quan un terraplè d'aproximació s'enfonsava, deixant normalment els rails suspesos de l'estrep. Hi va haver nombrosos casos en què les piles i els estreps de formigó van resultar danyats a causa d'un disseny i una construcció inadequats; els ponts que es van reforçar després del terratrèmol de Haicheng van sobreviure amb danys lleus.
Es va observar que, a partir de la intensitat VII, els danys al llit de la carretera es correlacionaven principalment amb un sòl solt i un nivell freàtic alt. Per contra, els ponts i els rails de la ciutat de Tangshan, construïts sobre un sòl dens amb una capa freàtica profunda, no van patir danys majoritàriament, malgrat estar sotmesos a sacsejades d'intensitat XI.
Es van mobilitzar més de quaranta-dues mil persones per efectuar ràpidament la reparació d'emergència de les vies fèrries. La línia Tongxian-Tuozitou es va obrir al trànsit el 3 d'agost, la via única de la línia Pequín-Shanhaiguan es va obrir el 7 d'agost i les dues vies el 10 d'agost, encara que a velocitats restringides sobre ponts provisionals i en altres llocs on les reparacions encara no estaven completes.